# Georg Grote (Historiker)
Georg Grote (* 30. Januar 1966 am Niederrhein) ist ein deutscher Historiker.
Grote studierte an der Westfälischen Wilhelms-Universität in Münster, wo er 1997 promovierte. Seit 1998 lehrt er westeuropäische Geschichte am University College Dublin und ist Autor zahlreicher Publikationen zur politischen Geschichte und zur Kulturgeschichte. 2016 leitete Grote das Südtiroler Bildungs- und Konferenzzentrum Schloss Prösels. Seit 2016 ist Grote als Senior Researcher am Forschungszentrum Eurac Research, Institut für Minderheitenrecht, tätig. Zu seinen Spezialthemen gehören Nationalismus, Regionalismus und im Besonderen die Geschichte Irlands und die Südtirolfrage.

## Publikationen
- Torn Between Politics and Culture: The Gaelic League 1893–1993. Waxmann: Münster 1994.
- Anglo-Irish Theatre and the Formation of a Nationalist Political Culture between 1890–1930. Mellen: Lampeter 2003.
- (mit Anne Fuchs und Mary Cosgrove) German Memory Contests. The Quest for Identity in Literature, Film, and Discourse since 1990. Camden House: New York 2006.
- „I bin a Südtiroler“. Kollektive Identität zwischen Nation und Region im 20. Jahrhundert. Athesia: Bozen 2009, ISBN 978-88-82665319.
- (mit Barbara Siller) Südtirolismen. Erinnerungskulturen, Gegenwartsreflexionen, Zukunftsvisionen. Wagner: Innsbruck 2011.
- The South Tyrol Question, 1866–2010: from national rage to regional state (Cultural identity studies 10). Peter Lang: Oxford u. a. 2012. ISBN 978-3-03911-336-1
- (mit Hannes Obermair und Günther Rautz) „Un mondo senza stati è un mondo senza guerre“. Politisch motivierte Gewalt im regionalen Kontext (Eurac book 60). Eurac.research: Bozen 2013. ISBN 978-88-88906-82-9
- (mit Hannes Obermair) A Land on the Threshold. South Tyrolean Transformations, 1915–2015. Peter Lang: Oxford-New York et al. 2017. ISBN 978-3-0343-2240-9
- Im Schatten der Zeitenwende. Leben in Tirol 1900–1918. Athesia: Bozen 2019. ISBN 978-88-68394301